# Quand vient la peur...
Pour plus de détails, voir Fiche technique et Distribution.
Quand vient la peur... est un téléfilm français en deux parties réalisé par Élisabeth Rappeneau en 2010 et diffusé le 28 mai 2010 sur France 3.

## Synopsis
Au début des années 1970, à Châtelaillon, une série de crimes sanglants a pour cible des femmes brunes. La police, qui ne croit pas en l'existence d'un tueur en série, piétine et se montre impuissante à mener l'enquête. Les meurtres se multiplient et les femmes se teignent toutes en blond. La peur, l'irrationnel et la folie finissent par s'installer pour de bon.

## Fiche technique
- Titre original : Quand vient la peur...
- Réalisation : Élisabeth Rappeneau
- Scénario : Christine Miller
- Photographie : Roberto Venturi
- Son : Dominique Levert
- Décors : Dominique Beaucamps
- Montage : Catherine Chouchan
- Musique originale : Martin Rappeneau
- Production : Alain Degove
- Sociétés de production : Murmures Productions, avec la participation de France Télévisions, CNC, TV5 Monde
- Pays d’origine : France
- Langue : français
- Genre : Drame
- Durée : 85 minutes x 2
- Date de diffusion initiale : 18 juin 2014 sur France 2

## Distribution
- Sophie Quinton : Anne Ketal
- Grégory Fitoussi : Mathias
- Pascal Elso : Commissaire Garnier
- Lionnel Astier : Ian
- Alexandre Jazédé : Raphaël
- Brigitte Catillon : Isa
- Sandrine Rigaux : Maëlle
- Jean-Baptiste Puech : Robert Lancelin
- Caroline Mouton : Zoé
- Jean-Paul Dubois : Lucas
- Élisabeth Commelin : Estelle
- Christiane Millet : Violaine
- Réginald Huguenin : le maire, époux de Violaine
- Valérie Karsenti : Simone Cadet
- Nicky Marbot : Paul Cadet
- Victor Wagner : le procureur
- Clémence Thioly : Elsa (la factrice)
- Céline Vitcoq : Solenne
- Smaïl Mekki : Farid
- Sophie Gourdin: Yolande, femme de Farid
- Lomani Mondonga : Moussa, le balayeur
- Jacques Develay : le gardien du cimetière
- Franck Beckmann : le garde-chasse
- Anthony Bastié : Julien
- Pierre Renverseau : le planton
- Jean-François Gallotte : le curé
- Pierre Reggiani : le père René
- Marc Legras : l'archiviste

## Lieux de tournage
- Saint-Martin-de-Ré, générique + toutes les scènes sur le port.
- La Rochelle, rue avec les arcades
- Gare de Châtelaillon
- Charente-Maritime